# Sampankallio
Sampankallio är en kulle i Finland. Den ligger i Vemo och landskapet Egentliga Finland, i den sydvästra delen av landet, 190 km väster om huvudstaden Helsingfors. Toppen på Sampankallio är 40 meter över havet.
Terrängen runt Sampankallio är huvudsakligen mycket platt. Runt Sampankallio är det glesbefolkat, med 12 invånare per kvadratkilometer. Närmaste större samhälle är Nystad, 14,6 km nordväst om Sampankallio. I omgivningarna runt Sampankallio växer i huvudsak barrskog.